# Gene Clark
Gene Clark, geboren als Harold Eugene Clark (Tipton (Missouri), 17 november 1944 - Sherman Oaks (Californië), 24 mei 1991), was een Amerikaans singer-songwriter. Hij richtte in 1964 samen met David Crosby en Roger McGuinn de folkrockgroep The Byrds op. Na twee jaar begon hij aan een solocarrière, maar hij bleef door de jaren heen wel samenwerken met de (voormalige) leden van de band.

## Biografie

### Beginjaren
Clark groeide op in een gezin met dertien kinderen, van wie hij de oudste was. Zijn vader, Kelly Clark was een groot liefhebber van countrymuziek en zelf amateurmuzikant. Zijn moeder Mary Jeanne Faherty was verantwoordelijk voor het gezin waarin veel muziek werd gemaakt en beluisterd. Clark leerde op negenjarige leeftijd gitaar spelen. Hij luisterde in zijn jeugd veel naar Hank Williams en speelde in tal van bandjes, waaronder de rock-'n-rollgroep Joe Meyers & the Sharks. Deze band vormde Clark samen met drie schoolvrienden in Kansas City: Joe Meyers (gitaar en zang), Mike Meyers (basgitaar) en een drummer. In 1958, toen Clark dertien jaar oud was, nam het viertal de single "Blue Ribbon" (met op de B-kant het liedje "Artesian") op.
Clark luisterde steeds meer naar folk, met name naar de muziek van het destijds zeer populaire folktrio The Kingston Trio. In 1963 richtte Clark met Mike Crumm en Jim Clover het trio Surf Riders op. Zij brachten de single "I'm Out" uit en werden ontdekt door Randy Sparks. Clark sloot zich aan bij diens folkgroep New Christy Minstrels. Crumm en Clover richtten met Sparks de band The Back Porch Majority op.

### The Byrds

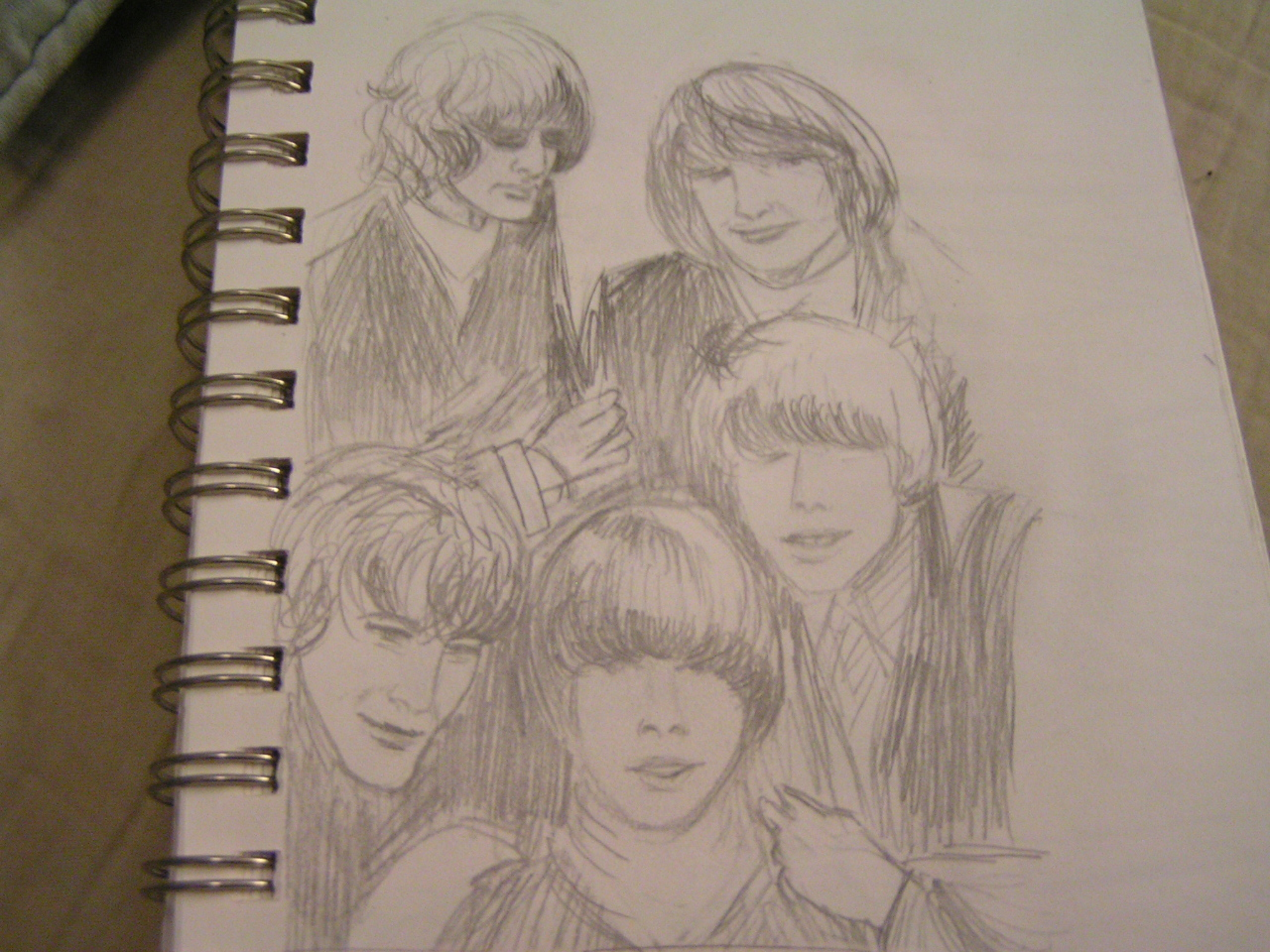
Een amateurschets van The Byrds in de jaren zestig, met Clark rechtsboven.

#### Voorgeschiedenis
Toen Clark met de New Christy Minstrels door Canada toerde, hoorde hij de Beatles-single "She Loves You". Clark was diep onder de indruk en in een café in Norfolk (Virginia) draaide hij naar eigen zeggen het liedje veertig keer op de jukebox. In februari 1964 besloot Clark, aangestoken door de muziek van The Beatles, afscheid te nemen van de New Christy Minstrels en zijn heil elders te zoeken. In de nachtclub The Troubadour ontmoette hij Jim McGuinn, die daar geregeld optrad met vertolkingen van Beatles-nummers en op die avond het liedje "You Can't Do That" speelde. Ze traden enkele keren samen op en toen David Crosby zich bij het duo voegde, ging het drietal verder onder de naam Jet Set. Muziekproducent Jim Dickson hielp hen aan een platencontract bij Elektra Records. Jac Holzman, de baas van Elektra, was ontevreden over de naam Jet Set en noemde de groep (inmiddels met drummer Michael Clarke) Beefeaters. Hun eerste single, met op de A-kant het door Clark, McGuinn en vriend Harvey Gerst geschreven "Please Let Me Love You", werd onder deze naam uitgegeven.

#### Doorbraak
In het voorjaar van 1964 voegde Chris Hillman zich als bassist bij de groep en in augustus van dat jaar gingen ze verder onder de naam The Byrds. Clark schreef vijf van de liedjes van het debuutalbum, getiteld Mr. Tambourine Man (juni 1965), waaronder "I'll Feel a Whole Lot Better". Hij zou de belangrijkste songwriter van The Byrds worden in de loop der jaren. Enkele van hun grootste hits zijn van zijn hand, zoals "Eight Miles High", dat op het derde album verscheen en een grote rol speelde in de ontwikkeling van de psychedelische rock. Zijn gitaarspel maakte daarentegen maar weinig indruk. Clarks hekel aan reizen, zijn vliegangst en de verbolgenheid van de andere leden over het feit dat Clark met zijn composities via royalty's meer geld verdiende dan de rest, zorgden voor spanningen binnen de groep. Clark verliet mede daardoor de band en begon in 1966 aan een solocarrière.

### Gene Clark Group en begin solocarrière

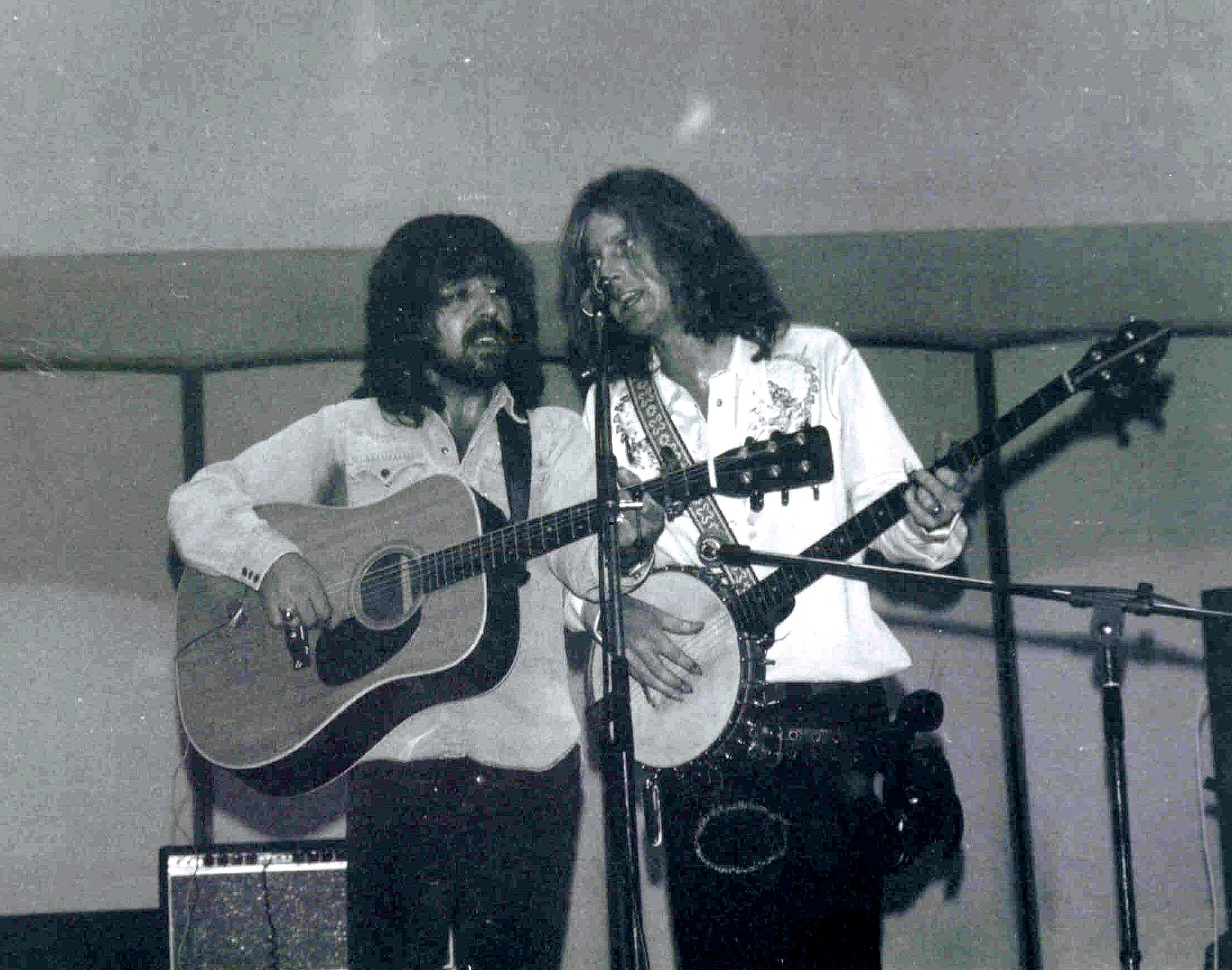
Clark speelde van 1964 tot 1966 met Roger McGuinn (rechts) bij The Byrds en in 1967 met Clarence White (links) in de Gene Clark Group.

Na zijn breuk met The Byrds verhuisde Clark in augustus 1966 naar Los Angeles. Daar vormde hij samen met Chip Douglas (basgitaar), Joel Larsson (drums) en Bill Rhinehart (gitaar/zang) de Gene Clark Group. Clark en het drietal hebben nooit iets samen opgenomen; binnen enkele maanden gingen ze uiteen. Clark vormde in 1967 een nieuwe Gene Clark Group, ditmaal met Clarence White (gitaar en zang), John York (basgitaar) en Eddie Hoh (drums). Zij namen de liedjes "The French Girl" en "Only Colombe" op, die pas in 1991 op het verzamelalbum Echoes werden uitgebracht. Clark tekende als solo-artiest een contract bij Columbia Records en in 1967 verscheen Clarks eerste soloalbum, getiteld Gene Clark with the Gosdin Brothers. Hij maakte dit met de hulp van countryzangers Rex en Vern Gosdin. Het album was geen commercieel succes en Clark twijfelde of een solocarrière zou lukken. Hij wilde eigenlijk een eigen versie van het Beatles-album Rubber Soul maken, maar een gebrek aan zelfvertrouwen en een daaraan gerelateerde drugsverslaving weerhielden hem hiervan. Hij keerde in oktober 1967 kortstondig terug bij The Byrds ter vervanging van Crosby, maar binnen enkele weken verliet hij wederom de groep vanwege zijn vliegangst. Toen de anderen op een vliegveld stonden te wachten op een vlucht van Minneapolis naar New York nam Clark de trein terug naar Californië. In december speelde hij nog een keer met The Byrds in de Winterland Ballroom te San Francisco, omdat leadzanger McGuinn te kampen had met de griep.

### Dillard & Clark
Tussen februari en juni 1968 nam Clark met producent en singer-songwriter Laramy Smith muziek op voor een tweede soloalbum, maar dat werd nooit uitgebracht. In dezelfde periode werkte hij samen met Doug Dillard (banjo en zang), Bernie Leadon (gitaar en banjo), David Jackson (basgitaar en piano) en Don Beck (dobro) onder de naam Dillard & Clark, ook wel de Dillard and Clark Expedition genoemd. Zij maakten met Smith het album The Fantastic Expedition of Dillard and Clark, een qua originaliteit baanbrekend album van uitzonderlijke kwaliteit, op het snijvlak van country rock en americana (oktober 1968). Hierna volgde Through the Morning, Through the Night (augustus 1969), waarop Dillard & Clark met onder anderen Michael Clarke en Chris Hillman samenwerkte. Clark en Dillard hielden er in deze periode een losbandige levensstijl op na, met veel drugs- en drankmisbruik. In april 1968 kroop Clark na een feestje bij Derek Taylor dronken achter het stuur en ramde diens tuinhek.

### Reünie(s) van The Byrds en andere projecten
In 1969 begon Clark aan het maken van een tweede soloalbum, maar door juridische problemen kon hij deze muziek pas uitbrengen in 1971. Dit album, getiteld White Light, nam hij op met enkele leden van The Byrds. Clark had nog steeds een hekel aan reizen en deed niets ter promotie van dit album. Het bracht vrij weinig succes in de Verenigde Staten, maar werd in Nederland een onverwachte hit. Het volgende album, Roadmaster uit 1972, werd aanvankelijk alleen in Nederland uitgegeven. Clark ging weg bij A&M Records en in februari 1973 kwamen de oorspronkelijke leden van The Byrds weer bijeen. Het laatste album van Clark, Crosby, Hillman, Clarke en McGuinn samen, getiteld Byrds, werd door Asylum Records uitgegeven. Hierop stonden twee door Clark geschreven liedjes: "Full Circle" en "Changing Heart". De reünie was geen lang leven beschoren.
Clark tekende een contract bij Asylum als soloartiest en begon na afloop van de reünie van The Byrds aan het schrijven van materiaal voor een nieuw album. Toen in april 1974 de opnamen begonnen, had Clark genoeg geschreven voor een dubbelalbum, maar de uitgave daarvan was financieel niet haalbaar voor het label. In plaats daarvan werd het album No Other uitgegeven.

#### McGuinn, Clark & Hillman
In 1977 verscheen zijn vijfde studioalbum, Two Sides to Every Story. Ter promotie van dit album toerde hij met McGuinn en Hillman. Het publiek verwachtte een nieuwe reünie van The Byrds. Crosby was daar echter niet in geïnteresseerd en het drietal ging in oktober 1977 verder onder de naam McGuinn, Clark & Hillman. Ondanks zijn vliegangst reisde Clark met deze groep naar Nieuw-Zeeland en Australië. In 1979 werd hun eerste album uitgegeven door Capitol Records. Met Greg Thomas als drummer en John Sambataro als extra gitarist toerde de groep van februari tot oktober 1979 door de Verenigde Staten. In de zomer kreeg Clark te kampen met medische problemen en toen aan het eind van het jaar de opnamen van het tweede album aanvingen, moest hij noodgedwongen een aantal sessies missen. Het werd hoofdzakelijk een album van McGuinn en Hillman. Clark schreef slechts twee van de liedjes, "Won't Let You Down" en "Painted Fire", en op de hoes stond hij als gast- in plaats van hoofdartiest vermeld.

### Laatste jaren
In het begin van de jaren tachtig bracht Clark een tijd door op Hawaï met Jesse Ed Davis, om af te kicken van zijn drugsverslaving. Daarna was hij werkzaam op amateurniveau met een band genaamd Flyte, bestaande uit Hillman, Herb Pedersen en Al Perkins. Zij traden weleens op met Emmylou Harris en deze samenwerking was ontstaan bij de opnamen van een nieuw soloalbum van Clark. In 1983 vormde hij met Clarke (drums), Mark Andes (basgitaar) en diens broer Matt Andes (gitaar) een nieuwe groep onder de naam Firebyrds. Een jaar later volgde Clarks album Firebyrd.
In 1986 richtte hij de band CRY op, met Pat Robinson, York en later toetsenist Nicky Hopkins. Opnames van deze groep werden in 2001 uitgebracht op een verzamelalbum. In 1987 werkte Clark voor het eerst samen met Carla Olson en werd het album So Rebellious a Lover uitgegeven. Dit werd het bestverkochte album van Clark in zijn carrière als soloartiest. Met dezelfde zangeres bracht hij enige tijd later nog het akoestische livealbum “Silhouetted in Light” uit.
Hij kreeg te kampen met ernstige zweren ten gevolge van het jarenlange drankmisbruik en in 1988 onderging hij een operatie waarbij zijn maag en darmen grotendeels verwijderd werden. Onderwijl was hij betrokken in een juridische strijd met McGuinn, Crosby en Hillman. Hij trad sinds 1984 met Clarke op onder de naam 'A 20th Anniversary Celebration of the Byrds', maar op veel plekken werden ze aangekondigd als 'The Byrds'. Dit conflict kwam tot een einde toen Clark besloot de naam niet meer te gebruiken. In januari 1991 traden The Byrds een laatste maal in hun oorspronkelijke bezetting op toen ze in de Rock and Roll Hall of Fame werden opgenomen.
Dankzij Tom Petty's cover van zijn compositie "I'll Feel a Whole Lot Better" kon hij in 1990 beschikken over nogal wat (royalty) inkomsten. Hij kondigde enkele maanden later aan dat hij werkte aan een nieuw album met Carla Olson, maar overleed kort daarna aan de gevolgen van zijn jarenlange ongezonde levenswijze. Hij stierf uiteindelijk op 24 mei 1991 aan de gevolgen van een hartaanval en werd in Tipton begraven met op zijn graf een simpele steen waarop te lezen staat "Harold Eugene Clark - No Other."

## Discografie

### Albums
- Merry Christmas! (1963) - met de New Christy Minstrels
- Land of Giants (1964) - met de New Christy Minstrels
- Mr. Tambourine Man (1965) - met The Byrds
- Turn! Turn! Turn! (1966) - met The Byrds
- Fifth Dimension (1966) - met The Byrds
- Gene Clark with the Gosdin Brothers (1967) - met de Gosdin Brothers
- The Fantastic Expedition of Dillard & Clark (1968) - met Dillard & Clark
- Through the Morning, Through the Night (1969) - met Dillard & Clark
- White Light (1971)

- Roadmaster (1973)
- Byrds (1973)
- No Other (1974)
- Two Sides to Every Story (1977)
- McGuinn, Clark & Hillman (1979) - met Roger McGuinn en Chris Hillman
- City (1980) - met McGuinn en Hillman
- Firebyrd (1984)
- So Rebellious a Lover (1987) - met Carla Olson
- Collected (2021) - 3-dubbele verzamel-cd